# Mikhaïl Nevakhovitch
Mikhaïl Lvovitch Nevakhovitch (Михаил Львович Невахович), né le 6 juillet 1817 à Varsovie et mort le 23 août 1850 à Odessa, est un artiste russe caricaturiste, dramaturge et éditeur. Il est le fondateur en 1846 du premier journal satirique en Russie, intitulé Eralach («Ералаш»).

## Biographie
Le père de Mikhaïl Nevakhovitch, Leïb (Lev) Nevakhovitch (1776-1831, né en Podolie) est issu de la classe des marchands. Il est juif ashkénaze, et partisan de la haskala; il parle hébreu, polonais, allemand et russe. Après avoir vécu à Szkłów, il s'installe à la fin des années 1790 à Saint-Pétersbourg où il écrit des poésies en défense de la culture juive, dont il s'éloigne à partir de 1806, ayant adopté des idées rationalistes, puis il écrit des pièces et des critiques de théâtre. Il se convertit au luthéranisme pour se marier avec une Allemande, Catherine Michelsohn (1790-1837) et s'installe en 1813 à Varsovie où il devient le principal fournisseur de nourriture, d'alcool et de fourrage de l'armée russe dans la partie polonaise attribuée à l'Empire russe et obtient le monopole du tabac dans le royaume du Congrès. Il fait partie de la commission des finances de Varsovie dès 1821. C'est dans cette ville que naissent Mikhaïl et son frère aîné Alexandre, et leur sœur Émilia.
En 1829-1833, Mikhaïl Nevakhovitch étudie au corps des cadets du génie, puis il est junker au régiment des hussards de Courlande à Soumy, puis au 6e régiment de hussards de Kliastitsy. Il quitte l'armée en 1841 pour raisons de santé, au grade de capitaine et s'installe à Saint-Pétersbourg, où il épouse en 1842 une ballerine connue, Tatiana Smirnova (1821-1871),.
N'ayant pas reçu d'éducation artistique spéciale, Nevakhovitch commence à dessiner des caricatures qui rencontrent un grand succès dans la société pétersbourgeoise. Vladimir Zotov le qualifie d'«ancêtre de la caricature littéraire russe». En 1845, il a l'idée de fonder un recueil périodique de caricatures humoristiques et cela paraît l'année suivante. Ce premier journal illustré satirique Eralach paraît de 1846 à 1849, avec seize numéros. Le journal est fermé par la censure en 1849. Nevakhovitch compose pour ce journal une pièce satirique intitulée Edouard XII, roi d'Angleterre («Эдуард XII, король Англии»), « chronique historique en cinq actes, en vers, avec des marches, des incendies, des batailles, des destructions de cabanes et un merveilleux spectacle. » Cette pièce est également interdite par la censure.
En 1848, Nevakhovitch édite un autre journal satirique sous le titre de La Lanterne magique («Волшебный фонарь») sous la forme d'album de feuilles de caricatures, paraissant en tant que supplément de La Gazette littéraire éditée par Vladimir Zotov. Seize numéros de La Lanterne magique sont publiés, avant que la parution ne cesse à cause d'avertissements de la censure.
Il participe à la publication du Nouvel Almanach des histoires drôles de 1831. Il est également l'auteur du vaudeville Le Géant d'Amérique (1849). En 1850, il part dans le sud de la Russie pour se soigner; mais il meurt brusquement d'une rupture d'anévrisme de l'aorte
Mikhaïl Nevakhovitch était ami avec son collaborateur, le propriétaire terrien et ancien officier Ilia Ivanovitch Metchnikov, qu'il a présenté à sa sœur Émilia Lvovna Nevakhovitch et qu'il a épousée (1814-1879, mère du biologiste prix Nobel Ilia Metchnikov et du géographe et anarchiste révolutionnaire Lev Metchnikov, et grand-mère de la cantatrice Maria Kouznetsova). Le frère de Mikhaïl Nevakhovitch, Alexandre Nevakhovitch, a fait une carrière de dramaturge et a été responsable du répertoire des théâtres impériaux de 1837 à 1856, traduisant nombre de vaudevilles du français en russe.

## Publication
- (ru) М. Л. Невахович, Ералаш: альбом карикатур. Репринтное воспроизведение издания 1846-1849 гг. М.: Альфарет, 2007.